# Timeline (pel·lícula)
Timeline és una pel·lícula de ciència-ficció del 2003 dirigida per Richard Donner, basada en la novel·la homònima escrita per Michael Crichton, on un equip d'arqueòlegs viatja en el temps fins a la França medieval. És protagonitzada per Paul Walker, Frances O'Connor, Gerard Butler, Billy Connolly, David Thewlis i Anna Friel.

## Sinopsi
El professor Edward Johnston dirigeix un estudi arqueològic del poble de Castelgard a Dordogne, França, on el 1357 s'executà Lady Claire, germana d'Arnaut de Cervole; el seu martiri inspirà els francesos per guanyar la Guerra dels Cent Anys contra els anglesos. L'equip d'en Johnston inclou l'arqueòleg escocès André Marek, Kate Erickson, Josh Stern i el seu fill Chris.
En Johnston ha de viatjar a la seu americana de la companyia ITC, el seu patrocinador, i quan no torna, els seus alumnes contacten amb l'ITC i la companyia els convida a la seva seu.
Allà, el president Robert Doniger i el vicepresident Steven Kramer els revelen que en el procés de desenvolupament d'una tecnologia de teletransportament, trobaren un forat de cuc al Castelgard de 1357. En Johnston hi viatjà, però no en tornà, i per això organitzen una expedició de rescat amb els seus alumnes, experts en l'edat mitjana.